# Grand Prix moto d'Australie 2005
Le  Grand Prix moto d'Australie 2005 est la quinzième manche du championnat du monde de vitesse moto 2005. La compétition s'est déroulée du 13 au 15 octobre 2005 sur le circuit de Phillip Island.
C'est la 17e édition du Grand Prix moto d'Australie.

## Résultat des MotoGP
| Pos. | Pilote          | Moto     | Temps           | Grille | Points |
| ---- | --------------- | -------- | --------------- | ------ | ------ |
| 1    | Valentino Rossi | Yamaha   | 41 min 08 s 542 | 2      | 25     |
| 2    | Nicky Hayden    | Honda    | +1 s 007        | 1      | 20     |
| 3    | Carlos Checa    | Ducati   | +4 s 215        | 4      | 16     |
| 4    | Marco Melandri  | Honda    | +4 s 232        | 8      | 13     |
| 5    | Sete Gibernau   | Honda    | +14 s 088       | 3      | 11     |
| 6    | Colin Edwards   | Yamaha   | +33 s 200       | 5      | 10     |
| 7    | Shinya Nakano   | Kawasaki | +45 s 055       | 10     | 9      |
| 8    | Makoto Tamada   | Honda    | +45 s 103       | 9      | 8      |
| 9    | Toni Elias      | Yamaha   | +45 s 104       | 7      | 7      |
| 10   | John Hopkins    | Suzuki   | +50 s 260       | 11     | 6      |
| 11   | Chris Vermeulen | Honda    | +50 s 697       | 14     | 5      |
| 12   | Ruben Xaus      | Yamaha   | +1 min 08 s 324 | 15     | 4      |
| 13   | Roberto Rolfo   | Ducati   | +1 min 31 s 737 | 16     | 3      |
| 14   | James Ellison   | Blata    | +1 tour         | 17     | 2      |
| 15   | Franco Battaini | Blata    | +1 tour         | 18     | 1      |
| 16   | Olivier Jacque  | Kawasaki | +2 tours        | 13     |        |
| Abd. | Alex Barros     | Honda    | Abandon         | 12     |        |
| Abd. | Max Biaggi      | Honda    | Abandon         | 6      |        |

## Résultat des250cm3
| Pos  | Pilote            | Moto    | Temps           | Grille | Points |
| ---- | ----------------- | ------- | --------------- | ------ | ------ |
| 1    | Daniel Pedrosa    | Honda   | 39 min 18 s 195 | 6      | 25     |
| 2    | Sebastian Porto   | Aprilia | +0 s 027        | 4      | 20     |
| 3    | Jorge Lorenzo     | Honda   | +8 s 674        | 2      | 16     |
| 4    | Hector Barbera    | Honda   | +24 s 838       | 5      | 13     |
| 5    | Andrea Dovizioso  | Honda   | +24 s 868       | 7      | 11     |
| 6    | Hiroshi Aoyama    | Honda   | +24 s 872       | 8      | 10     |
| 7    | Randy de Puniet   | Aprilia | +37 s 274       | 9      | 9      |
| 8    | Roberto Locatelli | Aprilia | +47 s 013       | 10     | 8      |
| 9    | Alex Debón        | Honda   | +56 s 602       | 13     | 7      |
| 10   | Sylvain Guintoli  | Aprilia | +56 s 747       | 14     | 6      |
| 11   | Chaz Davies       | Aprilia | +1 min 09 s 126 | 17     | 5      |
| 12   | Dirk Heidolf      | Honda   | +1 min 09 s 796 | 21     | 4      |
| 13   | Jakub Smrž        | Honda   | +1 min 09 s 830 | 19     | 3      |
| 14   | Steve Jenkner     | Aprilia | +1 min 14 s 472 | 12     | 2      |
| 15   | Andrea Ballerini  | Aprilia | +1 min 14 s 497 | 20     | 1      |
| 16   | Simone Corsi      | Aprilia | +1 min 14 s 771 | 16     |        |
| 17   | Martín Cárdenas   | Aprilia | +1 min 22 s 080 | 23     |        |
| 18   | Mirko Giansanti   | Aprilia | +1 tour         | 22     |        |
| 19   | Arturo Tizon      | Honda   | +1 tour         | 24     |        |
| 20   | Mathieu Gines     | Aprilia | +1 tour         | 27     |        |
| Abd. | Erwan Nigon       | Aprilia | Abandon         | 26     |        |
| Abd. | Arnaud Vincent    | Fantic  | Abandon         | 25     |        |
| Abd. | Alex Baldolini    | Aprilia | Abandon         | 18     |        |
| Abd. | Casey Stoner      | Aprilia | Abandon         | 1      |        |
| Abd. | Taro Sekiguchi    | Aprilia | Abandon         | 15     |        |
| Abd. | Yuki Takahashi    | Honda   | Abandon         | 11     |        |
| Abd. | Alex De Angelis   | Aprilia | Abandon         | 3      |        |

## Résultat des125cm3
| Pos  | Pilote             | Moto     | Temps           | Grille | Points |
| ---- | ------------------ | -------- | --------------- | ------ | ------ |
| 1    | Thomas Lüthi       | Honda    | 38 min 00 s 352 | 1      | 25     |
| 2    | Tomoyoshi Koyama   | Honda    | +2 s 663        | 6      | 20     |
| 3    | Marco Simoncelli   | Aprilia  | +2 s 665        | 4      | 16     |
| 4    | Mattia Pasini      | Aprilia  | +2 s 673        | 2      | 13     |
| 5    | Mika Kallio        | KTM      | +2 s 860        | 5      | 11     |
| 6    | Hector Faubel      | Aprilia  | +2 s 945        | 13     | 10     |
| 7    | Gabor Talmacsi     | KTM      | +2 s 950        | 3      | 9      |
| 8    | Ángel Rodríguez    | Honda    | +3 s 386        | 12     | 8      |
| 9    | Sergio Gadea       | Aprilia  | +10 s 546       | 22     | 7      |
| 10   | Alexis Masbou      | Honda    | +10 s 551       | 17     | 6      |
| 11   | Raffaele de Rosa   | Aprilia  | +10 s 851       | 14     | 5      |
| 12   | Fabrizio Lai       | Honda    | +11 s 071       | 9      | 4      |
| 13   | Manuel Poggiali    | Gilera   | +11 s 133       | 15     | 3      |
| 14   | Mike Di Meglio     | Honda    | +11 s 629       | 7      | 2      |
| 15   | Joan Olive         | Aprilia  | +15 s 048       | 10     | 1      |
| 16   | Alvaro Bautista    | Honda    | +30 s 883       | 18     |        |
| 17   | Aleix Espargaro    | Honda    | +30 s 884       | 19     |        |
| 18   | Pablo Nieto        | Derbi    | +49 s 058       | 25     |        |
| 19   | Sandro Cortese     | Honda    | +49 s 131       | 16     |        |
| 20   | Lorenzo Zanetti    | Aprilia  | +49 s 170       | 23     |        |
| 21   | Toshihisa Kuzuhara | Honda    | +50 s 660       | 26     |        |
| 22   | Manuel Hernandez   | Aprilia  | +51 s 027       | 28     |        |
| 23   | Mateo Tunez        | Aprilia  | +1 min 07 s 317 | 31     |        |
| 24   | Gioele Pellino     | Malaguti | +1 min 09 s 832 | 29     |        |
| 25   | Jordi Carchano     | Aprilia  | +1 min 21 s 312 | 24     |        |
| 26   | Dario Giuseppetti  | Aprilia  | +1 min 28 s 227 | 35     |        |
| 27   | David Bonache      | Honda    | +1 tour         | 33     |        |
| 28   | Blake Leigh Smith  | Honda    | +2 tours        | 36     |        |
| Abd. | Federico Sandi     | Honda    | Abandon         | 30     |        |
| Abd. | Tom Hatton         | Honda    | Abandon         | 38     |        |
| Abd. | Nicolas Terol      | Derbi    | Abandon         | 20     |        |
| Abd. | Lukas Pesek        | Derbi    | Abandon         | 8      |        |
| Abd. | Julián Simón       | KTM      | Abandon         | 11     |        |
| Abd. | Imre Tóth          | Aprilia  | Abandon         | 21     |        |
| Abd. | Andrea Iannone     | Aprilia  | Abandon         | 34     |        |
| Abd. | Michele Pirro      | Malaguti | Abandon         | 32     |        |
| Abd. | Sasha Hommel       | Honda    | Abandon         | 37     |        |